# Солнцево (электродепо)
Электродепо́ «Со́лнцево» (ТЧ-18) — электродепо Московского метрополитена, обслуживающее Солнцевскую линию c 30 августа 2018 года. До 7 декабря 2021 года депо обслуживало также первый участок Большой кольцевой линии. Располагается рядом со станцией «Солнцево» и является одним из крупнейших электродепо столицы. Введено в эксплуатацию 30 августа 2018 года.
В депо осуществляется техническое обслуживание, ремонт и ночной отстой поездов. Площадь зданий депо — 85 тысяч м². Вместимость — 40 поездов на ночной отстой и 10 поездов на одновременный ремонт. Имеется соединительный путь со станцией Солнечная Киевского направления Московской железной дороги.

## История
О строительстве депо впервые заговорили в 2003 году, когда были оглашены планы по строительству Солнцевской линии лёгкого метро. Запуск линии планировался на декабрь 2005 года и к этому сроку, скорее всего, планировали построить депо. Летом 2004 года была огорожена площадка. Однако перспективы лёгкого метро в Солнцево становились всё более туманны, и реальное строительство депо так и не было начато.
На месте депо был пустырь и теплицы. Расчистка и планировка территории началась летом 2009 года, в связи с решением строить отдельную линию полноценного метро. Вялотекущие работы продолжались и в 2010 году, после чего опять были свёрнуты. На протяжении 2012 года заявлялось как и о продлении сюда Сокольнической линии (в этом случае депо стало бы обслуживать её), так и об отказе об этого решения. При этом само строительство с мёртвой точки не сдвигалось: никаких работ ни в 2011, ни в 2012 годах не велось.
В конце июля 2013 года начались инженерно-подготовительные работы: выравнивается строительная площадка депо и т. п. На работах было задействовано полторы тысячи человек.
В октябре 2015 года на площадке строительства электродепо «Солнцево» были завершены земляные работы. Также строители занимались монтажом несущих металлоконструкций, кровли, окон и витражей.
В ноябре 2015 года дата открытия перенесена на 2016 год. В июле 2016 года новым сроком открытия был назван 2017 год. Однако в 2017 году депо открыто не было.
В августе 2017 года построен ремонтный корпус электродепо «Солнцево», также завершается возведение административно-бытового корпуса. Ведутся отделочные работы, монтируется оборудование.
30 августа 2018 года депо открыто, но один из двух соединительных путей со станцией «Солнцево»
ещё не был готов, и был закрыт забором.
12 октября 2018 года завершилось строительство левого перегонного тоннеля, соединяющего электродепо «Солнцево» с Солнцевской линией.
АО «Мосинжпроект» — генеральный проектировщик и генеральный подрядчик по строительству электродепо.

## Обслуживаемые линии
| Линия             | Период                 |
| ----------------- | ---------------------- |
| Солнцевская       | 2018 — настоящее время |
| Большая кольцевая | 2018 — 2021            |

## Подвижной состав

### Пассажирский подвижной состав
| Тип вагонов                        | Период                              | Вагонов в составе | Состояние               |
| ---------------------------------- | ----------------------------------- | ----------------- | ----------------------- |
| 81-760/761 «Ока»                   | 2018 — настоящее время              | 8                 | регулярная эксплуатация |
| 81-760А/761А/763А «Ока»            | 2018 — 2021, 2023 — настоящее время | 8                 | регулярная эксплуатация |
| 81-765.3/766.3/767.3 «Москва»      | 2018 — 2021                         | 8                 | переданы                |
| 81-765.4/766.4/767.4 «Москва-2019» | 2020 — 2021                         | 8                 | переданы                |
| 81-765/766/767 «Москва»            | 2020 — 2021                         | 8                 | переданы                |
| 81-775/776/777 «Москва-2020»       | в 2021                              | 8                 | переданы                |

## Фотогалерея
| - Вид на стройплощадку в 2014 году. - Сергей Собянин знакомится с ходом работ в электродепо «Солнцево», 23 марта 2015 года. |

| - Общий вид - Общий вид в изометрической проекции - Общий вид в изометрической проекции - Вид на начало тоннеля - Парковые пути |